# Astrid Ruckaberle
Astrid Ruckaberle (* 31. Mai 1979 in Weil im Schönbuch) ist eine ehemalige deutsche Kunstradfahrerin und Weltmeisterin im Einer-Kunstradfahren. 

## Werdegang
Astrid Ruckaberle war seit 1988 im Kunstradfahren aktiv und startete für den  RV Weil im Schönbuch. Sie wurde in den Jahren 2000, 2001 und 2003 Weltmeisterin im Einer-Kunstradfahren der Frauen sowie 2002 Vize-Weltmeisterin. Drei Mal wurde sie Junioren-Europa- und sieben Mal deutsche Meisterin. Zudem errang sie zahlreiche nationale Titel.
Ende 2003 beendete sie ihre sportliche Karriere und kehrte in ihren erlernten Beruf als Erzieherin zurück.

## Erfolge im 1er-Kunstrad
2000, 2001, 2003
- Weltmeisterin, Einer-Kunstradfahren

2002
- Vize-Weltmeisterin, Einer-Kunstradfahren

1998, 1999
- Weltmeisterschaft, Einer-Kunstradfahren

1999, 2000, 2001
- Deutsche Meisterin, Einer-Kunstradfahren

1998, 2000, 2001
- German Masters

1995, 1996, 1997
- Junioren-Europameisterin, Einer-Kunstradfahren

1995, 1997
- Junioren-Deutsche Meisterin, Einer-Kunstradfahren

1993
- Deutsche Schülermeisterin